# Compromesso di Atlanta

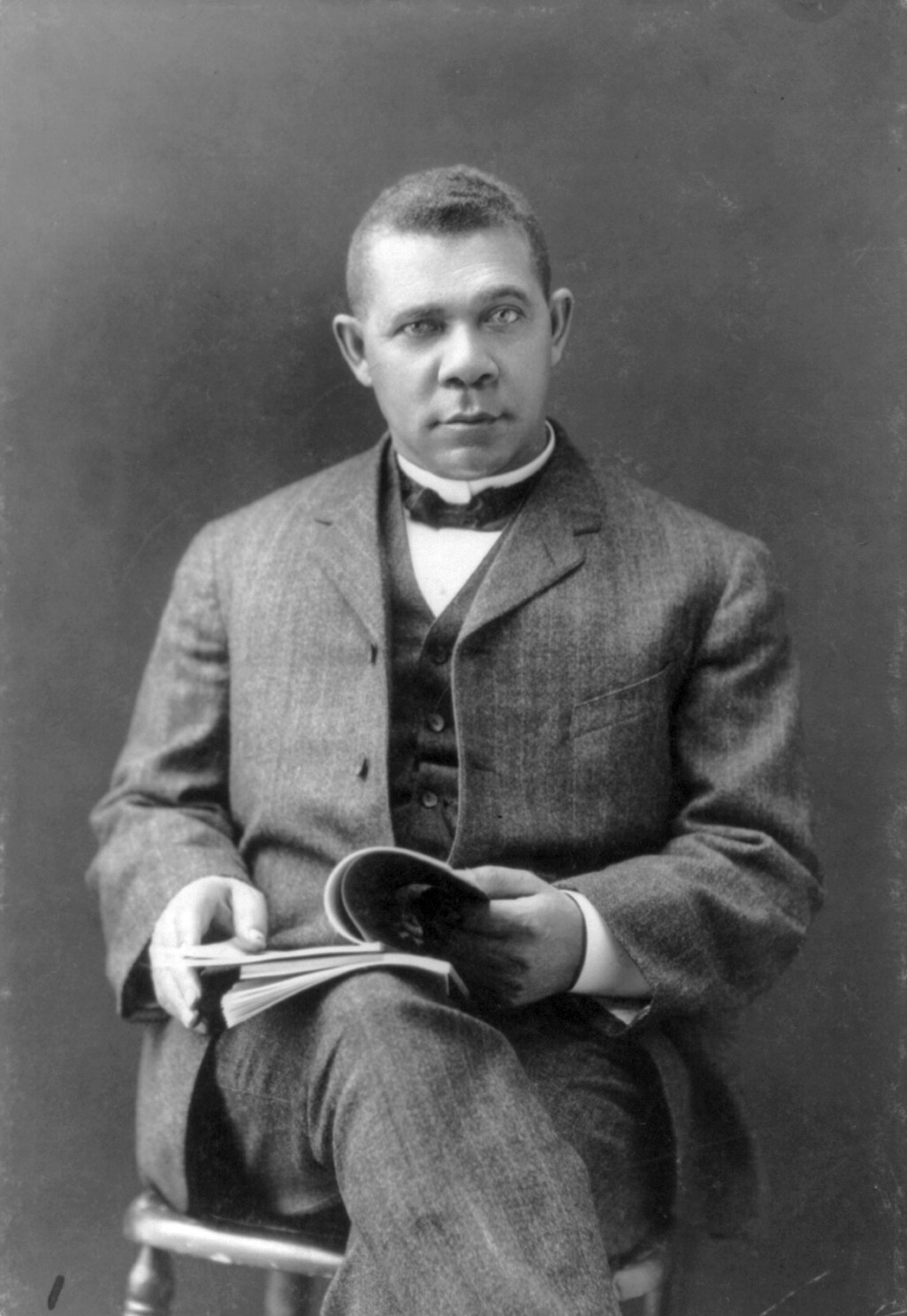
Booker T. Washington nel 1903.

Con Compromesso di Atlanta (Atlanta Exposition Speech) si intende un celebre discorso del leader afroamericano Booker T. Washington tenuto ad Atlanta, Georgia, il 18 settembre 1895, considerato tra i più importanti e influenti discorsi della storia statunitense.
(Booker T. Washington nel suo discorso di Atlanta)